# Haidenhof

Lage der Stadtteile »Haidenhof Nord« und »Haidenhof Süd« in Passau

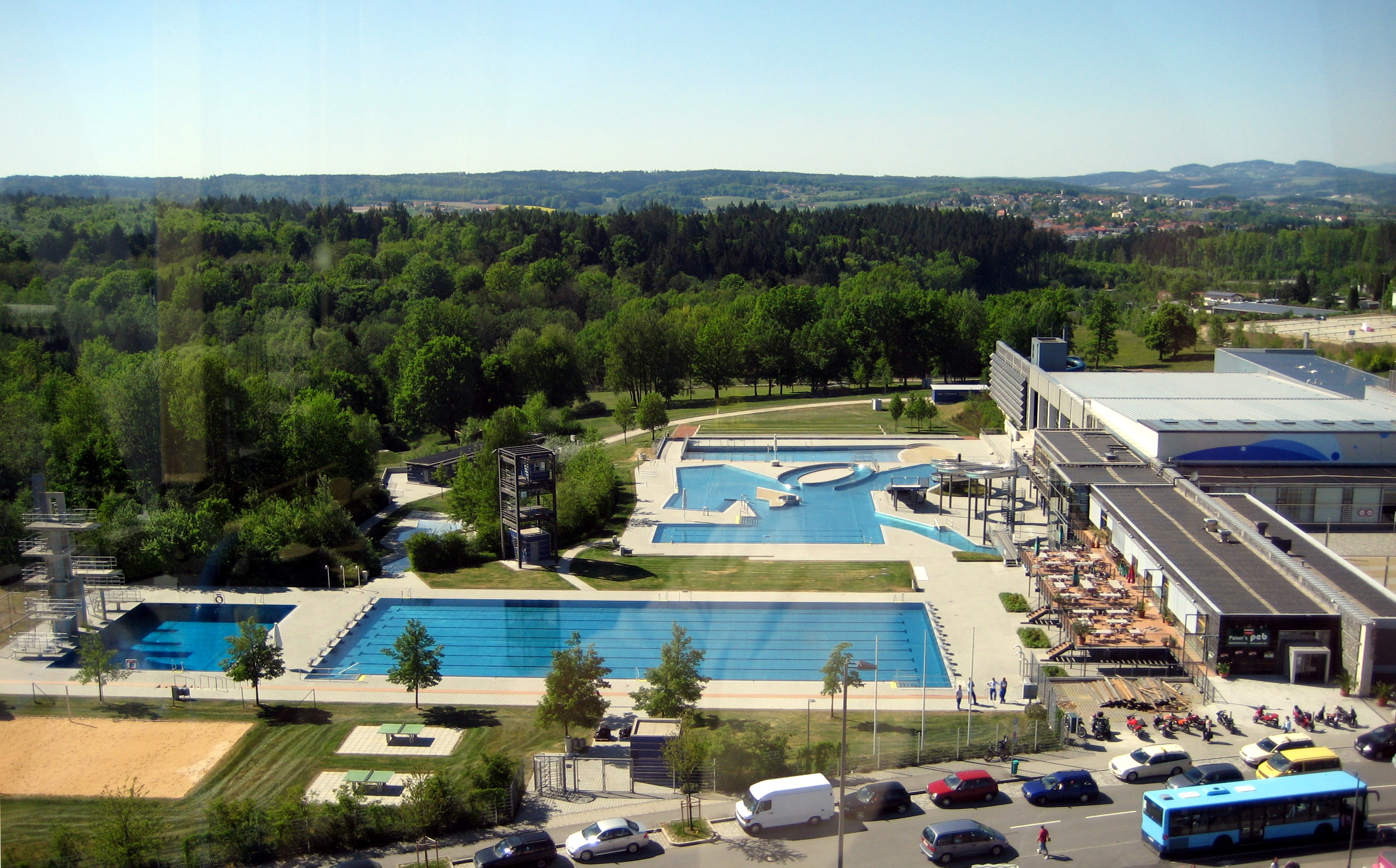
Das Passauer Erlebnisbad peb

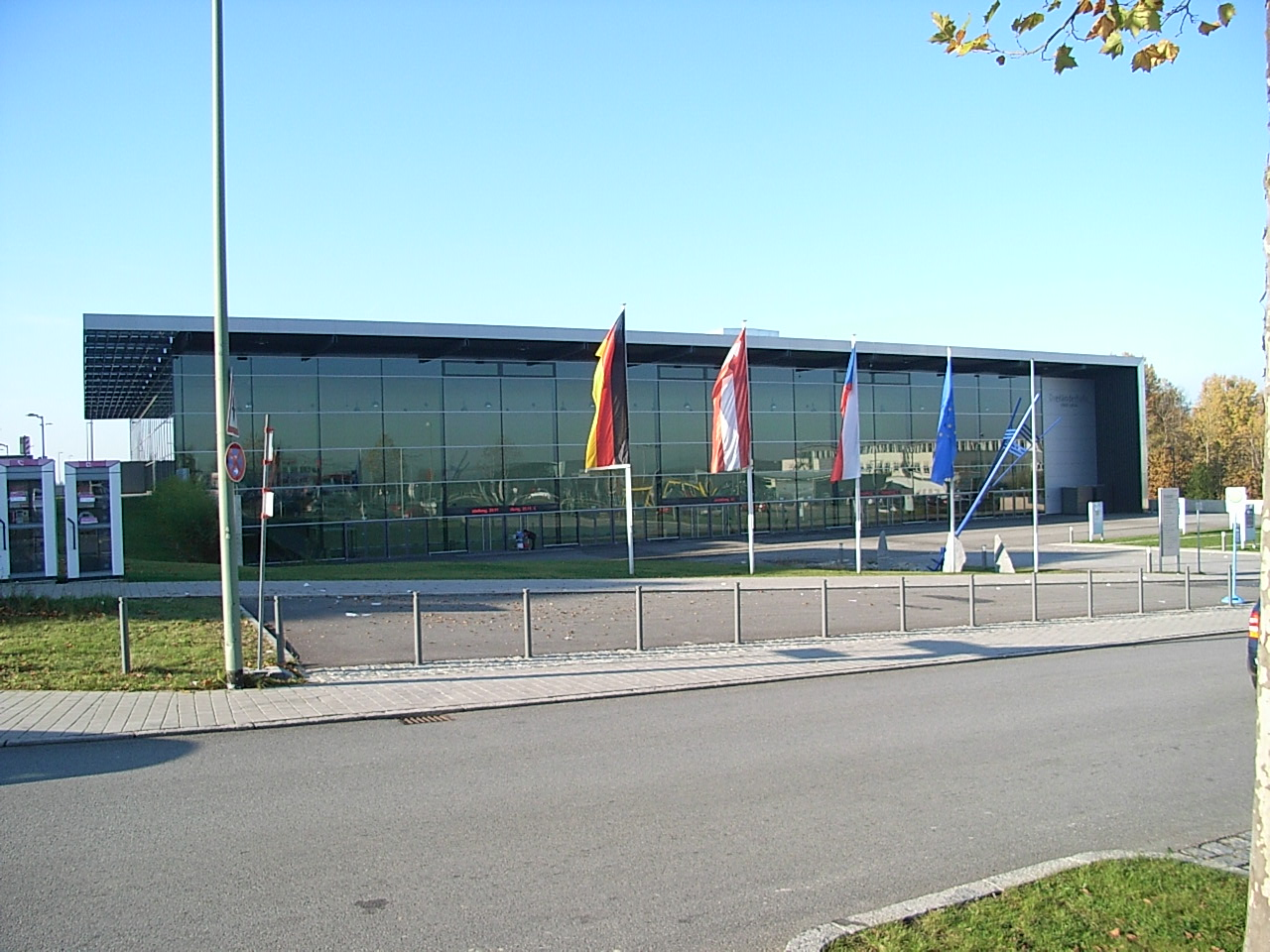
Die Dreiländerhalle

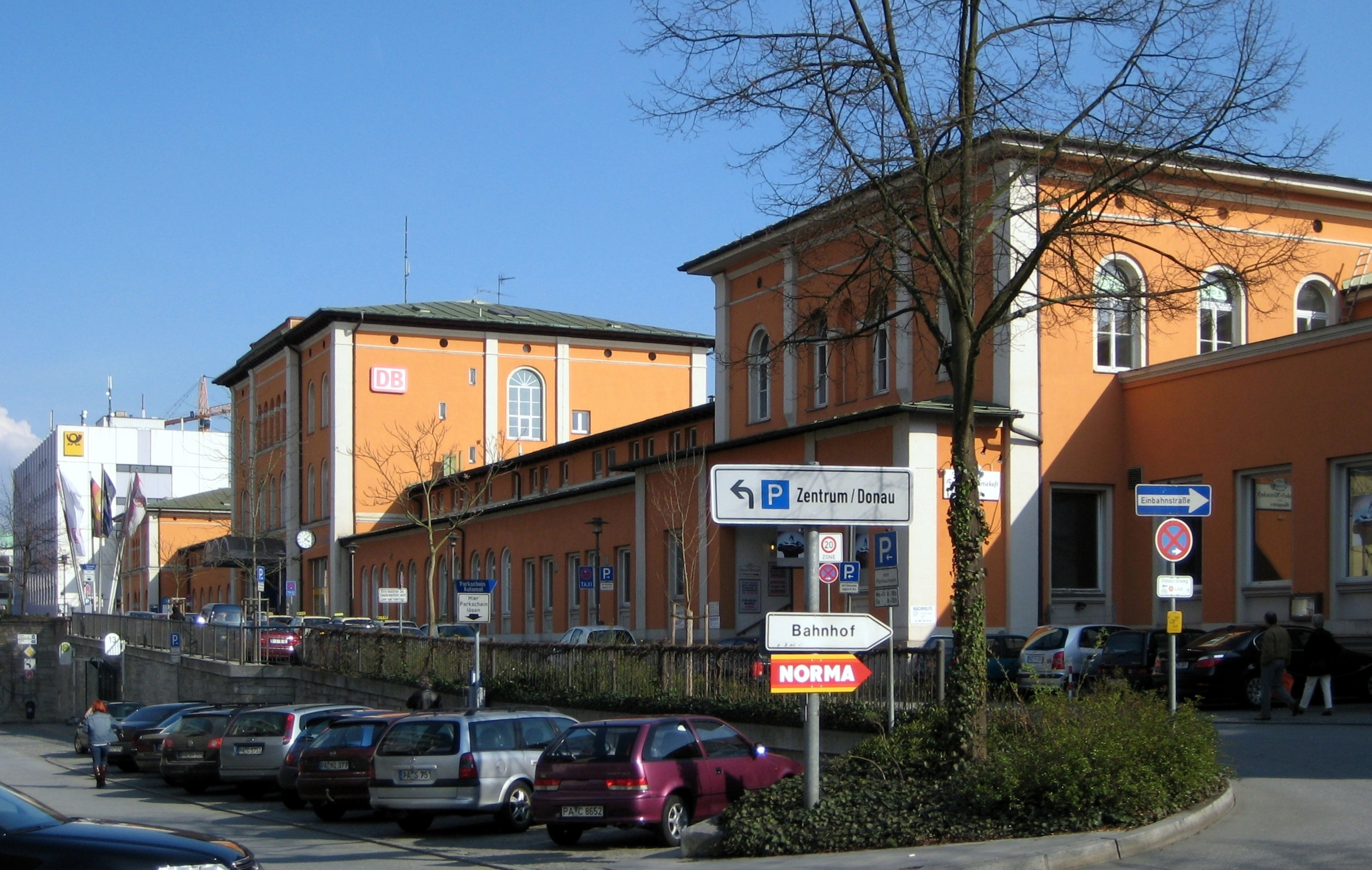
Hauptbahnhof Passau

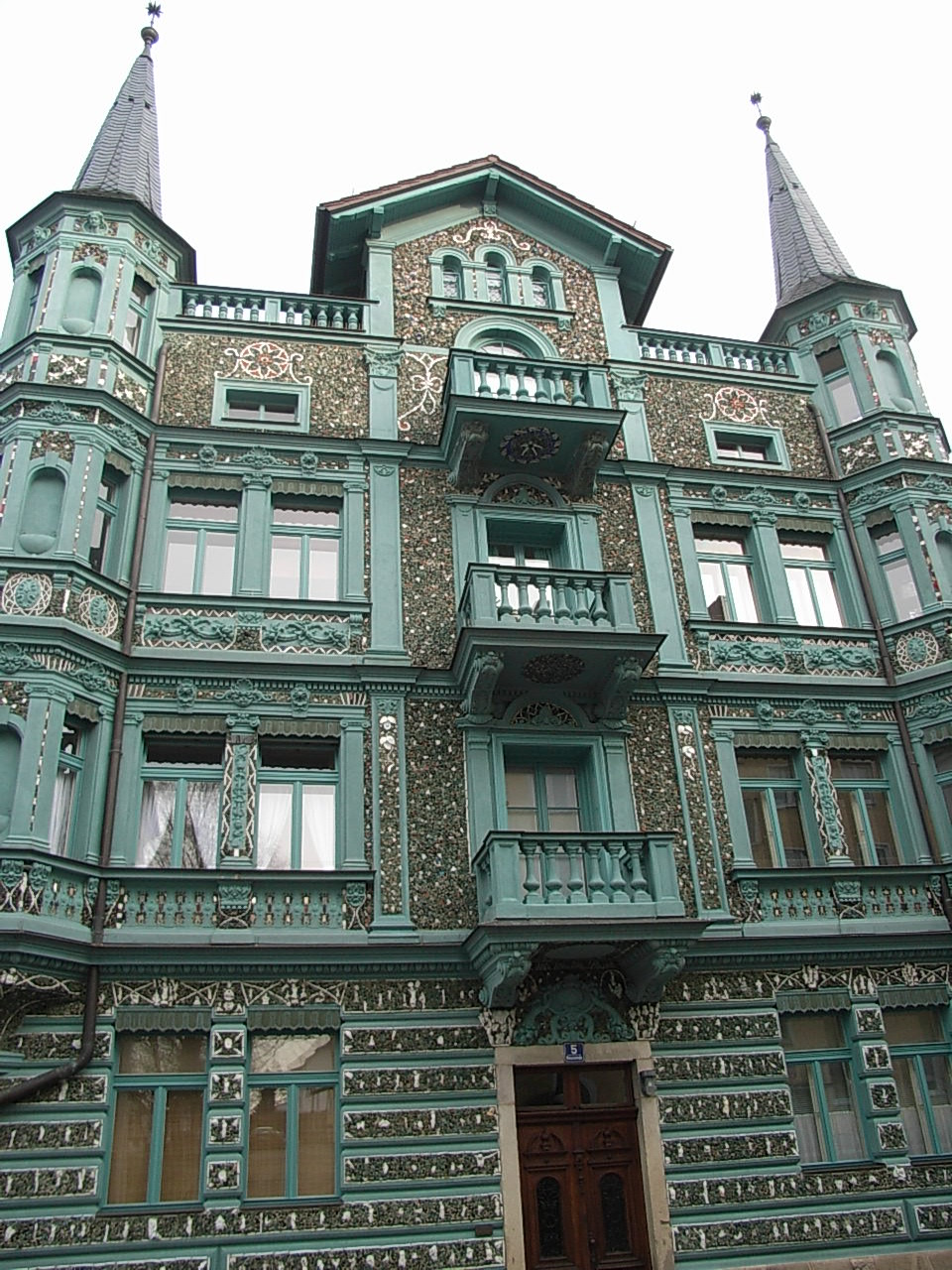
Die Glasscherbenvilla in der Ostuzzistraße

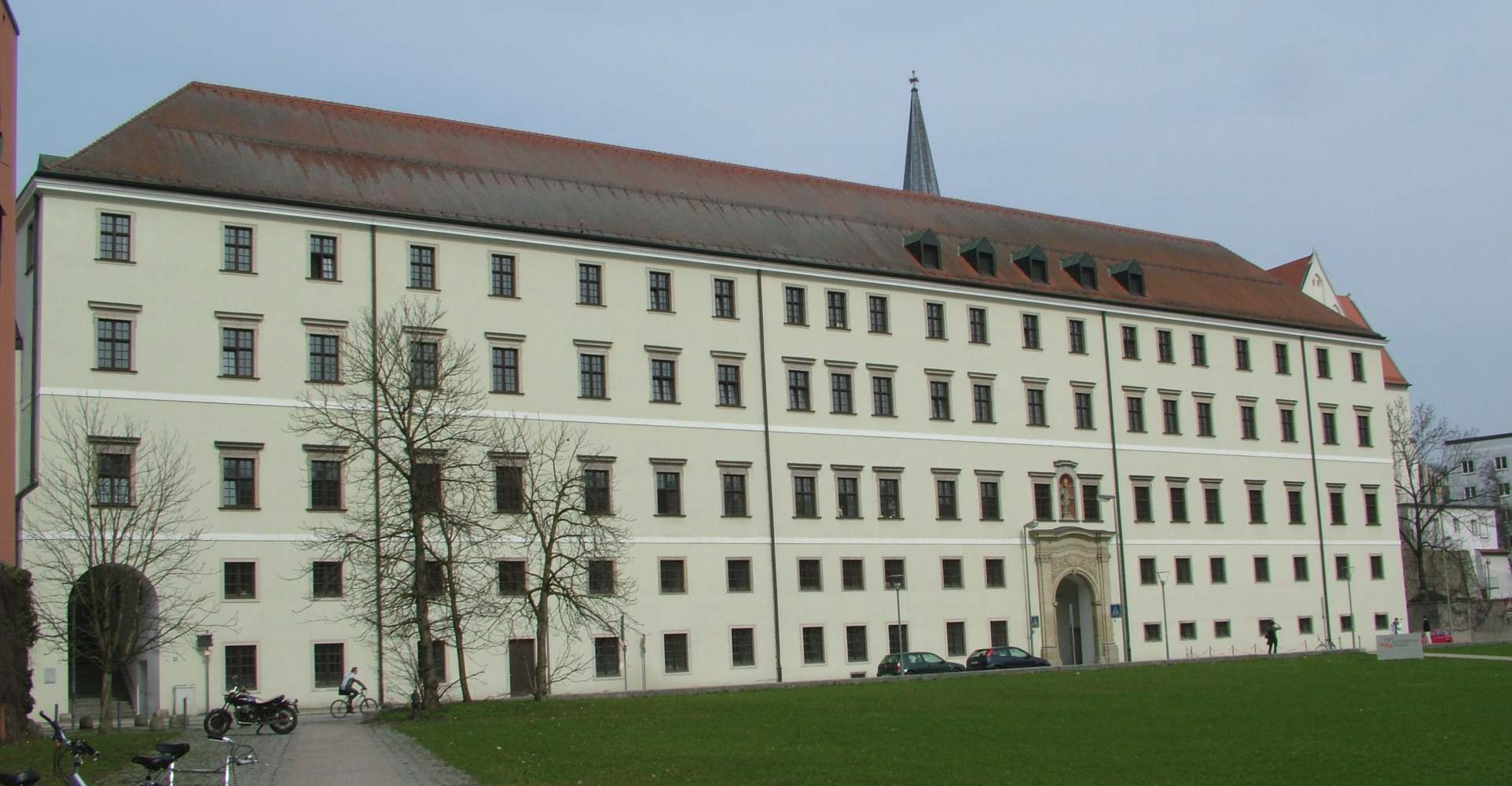
Nikolakloster (Universität) mit Turmspitze der kath. Pfarrkirche St. Nikola

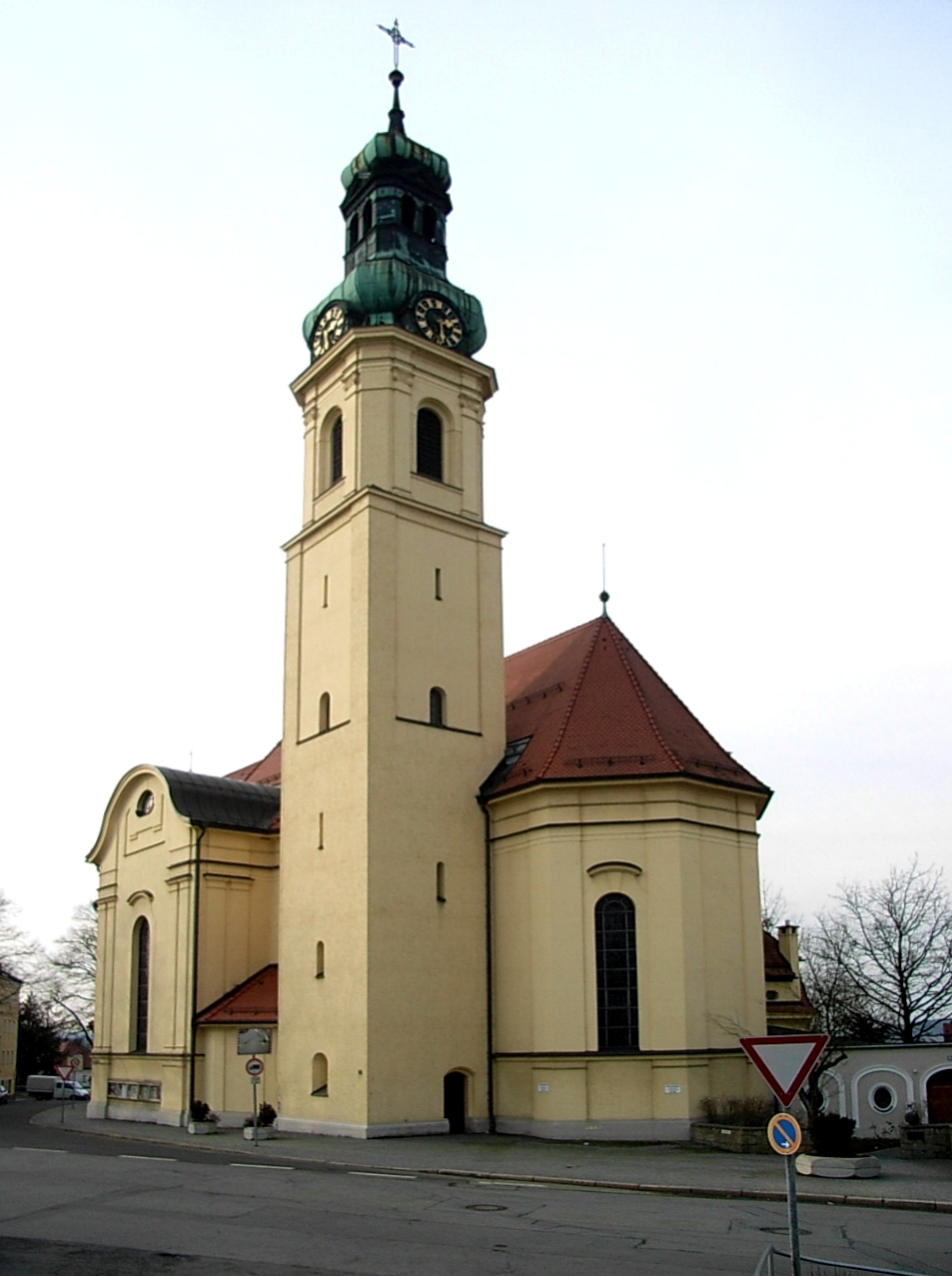
Die kath. Pfarrkirche St. Anton

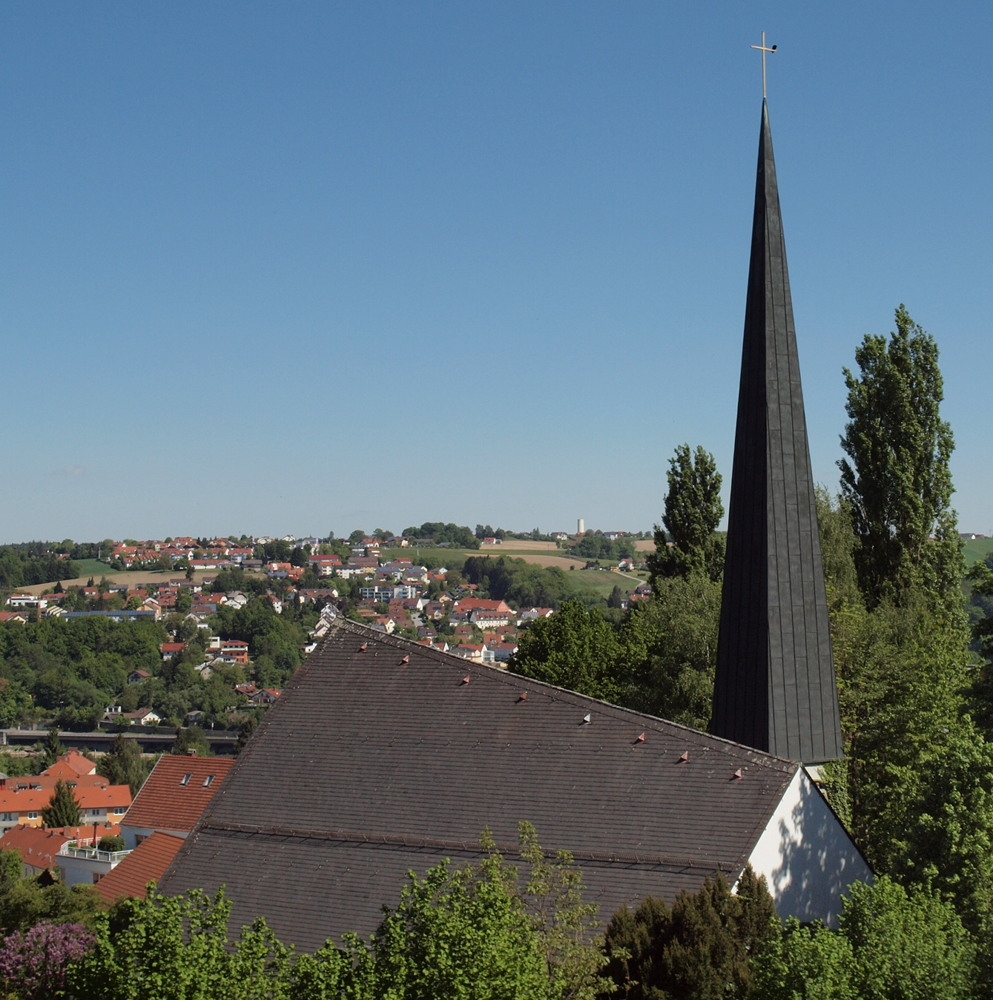
Die evangelisch-lutherische Friedenskirche

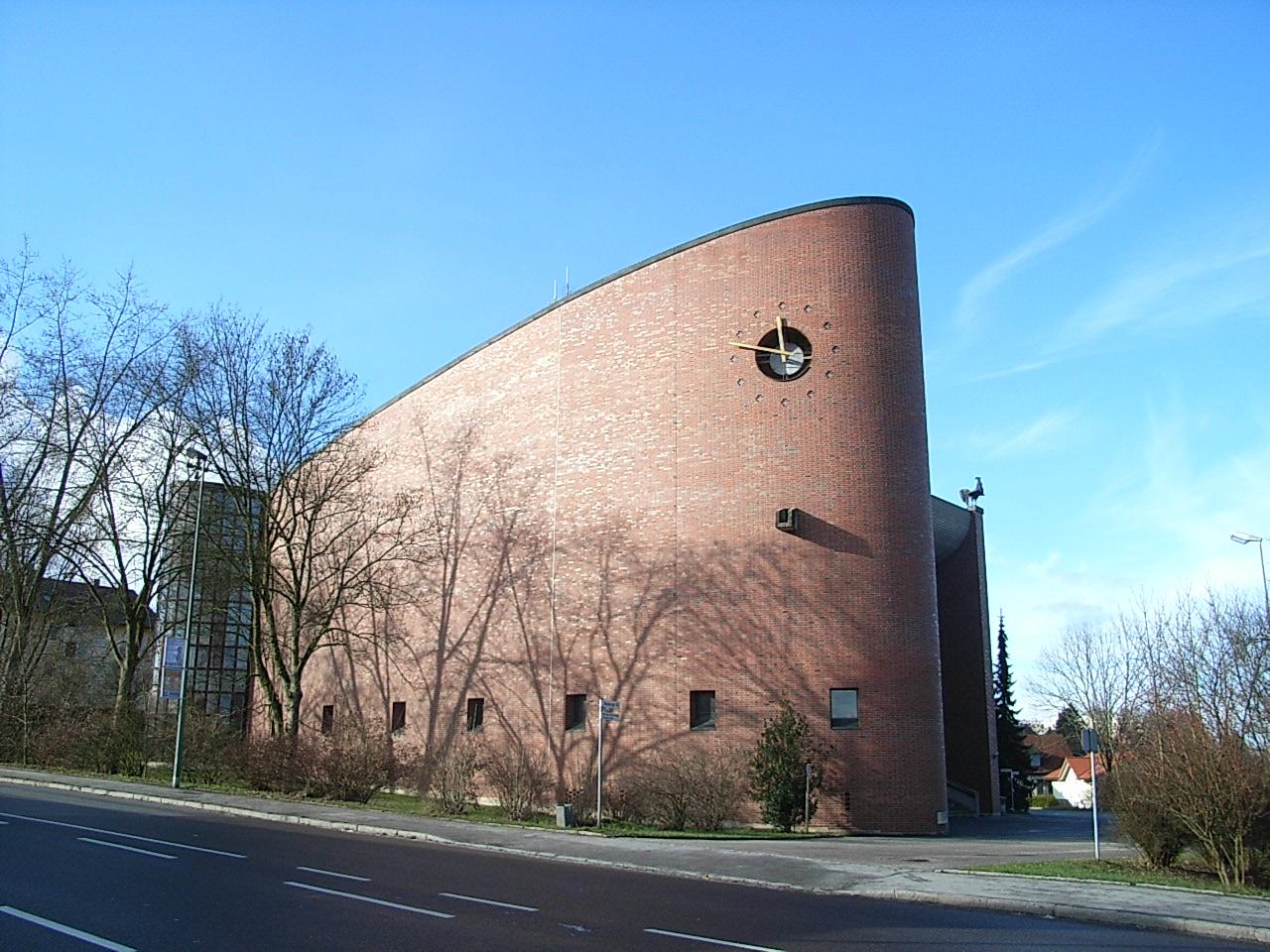
Die kath. Pfarrkirche St. Peter

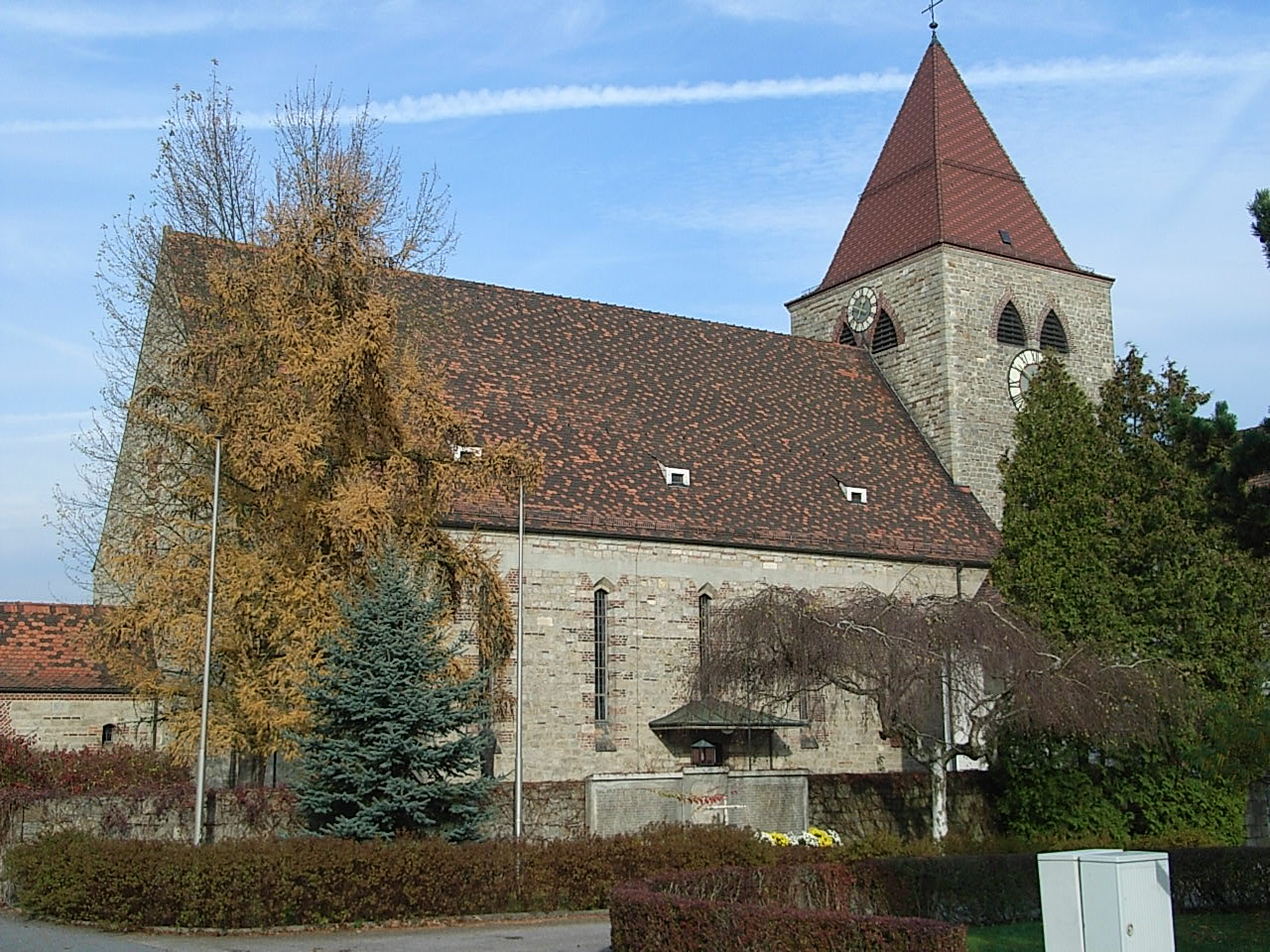
Die kath. Pfarrkirche St. Josef

Haidenhof bezeichnet einen Ortsteil und zwei statistische Stadtteile Haidenhof Nord und Haidenhof Süd in Passau.
2013 wurde das Stadtgebiet in sogenannte »Bürgerversammlungsgebiete« neu eingeteilt, welche eher Stadtteilcharakter haben als die alte Einteilung, die im Wesentlichen den Gemarkungsgrenzen folgte. Das Gebiet der alten statistischen Stadtteile Haidenhof Nord und Haidenhof Süd verteilt sich nun im Wesentlichen auf die Bürgerversammlungsgebiete Haidenhof Nord, Haidenhof Süd, St. Nikola, Auerbach und Kohlbruck. Die östlichen Gebiete von St. Nikola werden dem Gebiet Altstadt/Innenstadt zugerechnet, der Ortsteil Waldesruh zu Neustift.
Zwischen 1855 und 1908 war Haidenhof eine Gemeinde im Landkreis Passau. 
Benannt wurden die ehemalige Gemeinde und beide Stadtteile nach dem Schloss Haidenhof bzw. dessen Vorgängerbau.
Die Gemeinde Haidenhof entstand 1855 durch Teilung der ehemaligen Gemeinde St. Nikola, was bis heute in den beiden gleichnamigen Gemarkungen fortlebt.
Das Gebiet der beiden ehemaligen Gemeinden St. Nikola und Haidenhof wird heute für statistische Zwecke  durch die Neuburger Straße in die beiden Stadtteile Haidenhof Nord und Haidenhof Süd geteilt.
Das Gebiet beider Stadtteile reicht vom Ludwigsplatz im Osten zwischen Donau und Inn bis nach Auerbach, Waldesruh und Kelberg im Westen.

## Geschichte
Das Waldgütleramt Haidenhof, eine Hofmark des Hochstifts Passau, lag zwischen der Hofmark St. Nikola und der Grafschaft Neuburg. Der weitaus größte Teil war bewaldet, es befanden sich hier sehr verstreut nur wenige Weiler und einzelne Anwesen. Das Waldgütleramt umfasste die Orte Apfelkoch, Badstube, Feldsperg, Haidenhof, Kaindlmühle, Jesuitenhof, Kelberg, Kohlbruck, Mollnhof, Vorholz und Oberwindschnur. Insgesamt lebten in dem auch als Rentgütleramt Haidenhof bezeichneten Sektor etwa 450 Personen. Es war die kleinste hochstiftliche Unterbehörde, die ihren Rang nicht aus wirtschaftlichen, sondern grenzpolitischen Erwägungen erhielt. 
Die größte Ortschaft war Haidenhof an der Straße nach Neuburg am Inn. Der Hof gehörte 1614 einem Wolf Hayll. Aus diesem Hayllhof wurde später Haynhof und schließlich Haidenhof. Hier standen das Wirtsgut und das Schlösschen, das 1685 der Passauer Domherr Vigil Graf von Thun erbaute und das 1790 der Domherr Leopold Freiherr von Hanxleden zum Jagdschloss, dem jetzigen Schloss Haidenhof umbauen ließ. 
Das Gebiet nördlich des Waldgütleramtes Haidenhof gehörte schon zum Kurfürstentum Bayern. Es war das Gebiet der Obmannschaft Niederhaitzing im Amt Heining. Zu dieser Obmannschaft gehörten die Ortschaften Auerbach, Hammerbach, Kronhart, Niederhaitzing, Sailerwöhr, Schrann, Scheuereck, Spitalhof und Steffelmühle.
Nach der Säkularisation in Bayern kamen die beiden Gebiete 1809 zur Gemeinde St. Nikola. 1855 gliederte man sie aus dieser Gemeinde aus und bildete die neue, 1227 ha umfassende Gemeinde Haidenhof. 1880 wurde an der Neuburger Straße die erste Volksschule mit einem Klassenzimmer erbaut. Um den Standort einer eigenen Kirche gab es ein längeres Tauziehen. Die 1908 bis 1910 errichtete Pfarrkirche St. Anton kam dann nicht in die Ortschaft Haidenhof, sondern an ihren jetzigen Standort bei dem bereits zu Passau gehörigen Ort Unterwindschnur.
Damals war die Entscheidung über eine Eingemeindung nach Passau bereits gefallen. Bei einer Probeabstimmung am 3. März 1899 stimmten 40 Teilnehmer bei nur einer Gegenstimme für die Eingemeindung. Bei der Gemeindeversammlung vom 6. August 1899 lautete das Abstimmungsergebnis 117:8. Die Verhandlungen über verschiedene Einzelheiten zogen sich noch lange hin, bis am 9. November 1908 das Staatsministerium des Innern die Eingliederung verfügte. Mit Wirkung vom 1. Januar 1909 wurde die Eingemeindung vollzogen. Damit wuchs die Einwohnerzahl Passaus um 1720 auf 21.000 an, wodurch es nach Landshut die zweitgrößte Stadt Niederbayerns wurde.

## Bürgermeister von Haidenhof
- Jakob Grubmüller (1867–1876)
- Franz Xaver Steibl (1876–1879)
- Sebastian Schaudik (1879–1888)
- Michael Hindringer (1888–1896)
- Georg Graml (1896–1908)

## Gegenwart
An den Charakter der ehemaligen Streusiedlung erinnern heute nur noch wenige erhaltene Höfe. Es entstanden zahlreiche Betriebe und große Wohngebiete. 
1929 wurde das Passauer Krankenhaus (heute Klinikum Passau) vom Heilig-Geist-Spital an den jetzigen Standort in Apfelkoch verlegt.
Ab 1982 wurden zwischen dem Kloster St. Nikola und dem Klinikum die Gebäude der Universität Passau gebaut.
Von 1963 bis 1993 wurde in Kohlbruck die Ritter von Scheuring-Kaserne von der Bundeswehr genutzt. 1994 erwarb die Stadt Passau das freigewordene Bundeswehrgelände mit einer Fläche von 71,5 ha. 1997 wurde dort das Landschaftsschutzgebiet Kohlbruck errichtet, 1999  das Passauer Erlebnisbad peb eröffnet, 2003 der Messepark Kohlbruck und die Eis-Arena, 2004 die Dreiländerhalle, 2005 das Ganzjahres-Erlebnisbad. Einige ehemalige Bundeswehrgebäude, wie die X-Point-Halle, welche ursprünglich eine Sporthalle der Bundeswehr war, wurden saniert und in den neu gestalteten Messepark integriert.
In Haidenhof Nord sind insgesamt 13.847 Wohnsitze gemeldet, davon sind 11.292 Haupt- und 2.555 Nebenwohnsitze. In Haidenhof Süd sind 4810 Hauptwohnsitze gemeldet. 
Der Stadtteil Haidenhof Nord umfasst die zehn Ortsteile (von Ost nach West) Grünau/Passauer Neue Mitte, Haitzing, St. Anton, Auerbach, Haidenhof Ortsmitte (Nord), Steinbachmühle, Mollnhof, Vornholz, Kohlbruck, Steffelmühle und Waldesruh.
Der Stadtteil Haidenhof Süd umfasst die vier Ortsteile (von Ost nach West) St. Nikola, Apfelkoch, Haidenhof Ortsmitte (Süd) und Kelberg.